# بازار قيصرية لار
بازار قيصرية لار هي بازار تاريخية عود إلى عصر قبل السلالة الصفوية إلى القاجاريون، وتقع في لار.